# Южнокорейская квакша
Южнокорейская квакша (лат. Dryophytes suweonensis) — бесхвостое земноводное семейства квакш, эндемик Корейского полуострова. Вымирающий вид, общая численность которого в 2012 году оценивалась в 500—600 взрослых экземпляров. Вид описан в 1980 году и получил видовое имя по локации, где был обнаружен типовой экземпляр — городу Сувону в Южной Корее. В 2016 году вид был перенесён из рода Hyla в род Dryophytes.

## Внешний вид
Южнокорейская квакша внешне похожа на дальневосточную квакшу, с которой симпатрична на всей территории своего ареала, но меньше по размерам и легче. Тёмные полосы на передних лапах у южнокорейской квакши встречаются намного реже. Голосовой мешочек у дальневосточных квакш как правило темнее. Диагностическим признаком является угол между двумя линиями, соединяющими задний угол глаза и ноздрю на той же стороне головы: если у дальневосточной квакши он составляет от 76,5° до 85°, то у южнокорейской — от 66,9° до 72,8°. Отмечаются также различия в пении: южнокорейская квакша поёт днём и ночью, а дальневосточная только ночью; южнокорейская квакша при этом сидит вертикально на рисовых ростках, выступающих над водой, тогда как дальневосточная сидит на суше или на мелководье.
Длина тела южнокорейской квакши от носа до клоачного отверстия составляет 27,1—31,7 мм. Конечности длинные и тонкие, перепонки между пальцами отсутствуют на передних лапах и рудиментарно представлены на задних, каждый палец заканчивается дискообразным расширением. Мужские мозоли на лапах отсутствуют. Кожа на нижней стороне тела шершавая, на верхней гладкая, кожные складки отсутствуют. Кожа на спине зелёная в брачный сезон и серая или бурая в остальное время, иногда с более тёмными пятнами. На передних лапах иногда встречаются чёрные поперечные полосы. Брюхо белое, возможно с жёлтой кромкой вдоль чёрной линии в задней части. У самцов в брачный сезон формируется жёлтый (изредка до тёмно-зелёного) голосовой мешочек.

## Образ жизни
Питается южнокорейская квакша только в светлое время суток. Брачный сезон ограничен временем культивации рисовых плантаций и продолжается с конца апреля по начало июля. Самцы начинают брачные песни вечером до захода солнца, сидя вертикально на стеблях и цепляясь за них всеми четырьмя лапами, и продолжают пение до четырёх часов после наступления темноты. Песня представляет собой несколько коротких раздельных нот, завершаемых одной длинной нотой. Для брачных песен самцы выбираются в центр рисовой плантации, но большую часть времени проводят рядом с её краем.

## Распространение
Южнокорейская квакша встречается в основном на рисовых плантациях, но одна популяция была также обнаружена в полудиком болоте, заросшем лисохвостом Alopecurus aequalis и высоким рогозом. Эту локацию полностью окружают корейские ивы и высокотравье, состоящее из пырея ползучего и тростника. В целом эта местность напоминает рисовую плантацию, представляя собой мелкое затопленное пространство; в свою очередь можно предполагать, что именно такие пространства, образующиеся естественным путём в затапливаемых низинах, являлись естественной средой обитания южнокорейской квакши до того, как между 8-м и 3-м тысячелетием до н. э. в данном регионе началось возделывание риса.
Южнокорейская квакша встречается почти исключительно на территории Республики Кореи, в небольшом низменном (высоты от 8 до 90 м над уровнем моря) регионе к западу от центра, общей площадью чуть более 4000 км?. Этот ареал в основном расположен на территории провинции Кёнгидо, частично захватывая север и юг провинций Чхунчхондо и Канвондо. В этом регионе южнокорейская квакша наблюдалась в общей сложности в более чем ста разрозненных локациях, причём в семи из них была на грани исчезновения; в некоторых местах, в частности, вокруг Сувона и Пхёнтхэка и на острове Кангва, этот вид считается уже истреблённым. В КНДР под Пхеньяном известна одна локация, где встречается южнокорейская квакша. Характер ареала позволяет предположить, что представители вида могут встречаться и в других местах в западных низменностях Корейского полуострова (как в Республике Корее, так и в КНДР), но даже в этом случае общие размеры региона обитания увеличиваются ненамного.

## Охранный статус
По оценкам 2012 года число половозрелых самцов южнокорейской квакши в границах известного ареала составляло 260 особей, и при предполагаемом соотношении с самками 50:50 общая численность половозрелых экземпляров южнокорейской квакши составляет 500—600. При этом популяция сильно рассредоточена и в каждой отдельной локации находится под угрозой полного исчезновения. Предполагается, что общая численность вида сократилась вдвое за предшествующее десятилетие, и на протяжении жизни двух следующих поколений (жизнь одного поколения квакш составляет от 1 до 3 лет) может сократиться ещё на 20—50 %. Угрозу виду представляет продолжающаяся урбанизация региона, сопровождающаяся исчезновением привычных мест размножения и гибернации и всё большим дроблением локаций, между которыми нет связи. Кроме того, квакши, проводящие дневное время суток вдоль кромок рисовых плантаций, часто становятся жертвами комбайнов. Ещё одним фактором, представляющим угрозу для южнокорейской квакши, является конкуренция со стороны более крупной дальневосточной квакши, которая кроме этого является переносчиком опасного для южнокорейской квакши патогенного грибка Batrachochytrium dendrobatidis. В свете описанного развития событий Международный союз охраны природы расценивает южнокорейскую квакшу как вымирающий вид; в Республике Корее ему присвоен статус вида под угрозой исчезновения I категории. В то же время в США она включена в список инвазивных видов, запрещённых к ввозу.